# Союз композиторов Азербайджана
Союз композиторов Азербайджана — объединение композиторов Азербайджана.

## История
Союз был создан 30 июня 1934 года как отдел Союза композиторов СССР при содействии Узеира Гаджибекова. На учредительном собрании участвовали 17 композиторов-учредителей из стран СССР, в том числе три азербайджанских композитора — Эфрасияб Бадалбейли, Зюльфюгар Гаджибеков и Ниязи.
Здание Союза было построено в 1912 году. Было отреставрировано. Ранее в здании находился Дворец культуры работников горнодобывающей промышленности. В 1964 году в здании расположился Союз композиторов Азербайджана.

## Структура
Союз композиторов состоит из Председателя СК, Правления, секретарей, отдельных секций по разным направлениям.
Председатели Союза композиторов:
- Асан Рефатов (1934—1935)
- Али Керимов (1935—1936)
- Узеир бек Гаджибеков (1936—1948) композитор, народный артист СССР
- Саид Рустамов (1949—1953) композитор, народный артист Азербайджанской ССР, профессор
- Кара Караев (1953—1982) (один из основоположников композиторской школы Азербайджана, председатель, первый секретарь СК Азербайджанской ССР) профессор, народный артист СССР
- Тофик Кулиев (1999—2000) композитор, народный артист Азербайджана, профессор
- Франгиз Ализаде (2007- по настоящее время) композитор, народный артист Азербайджана, профессор

Правление состоит из 25 членов, в числе которых композиторы, музыковеды.
Секретари — заслуженный деятель искусств, профессор, композитор Джалал Аббасов, заслуженный деятель искусств, музыковед, профессор Земфира Гафарова.
Действуют региональные отделения Союза композиторов.
Периодически проводятся съезды союза композиторов. Всего было проведено 9 съездов. После 7 съезда, съезд не проводился 17 лет. 8 съезд был проведён в 2007 году.  На нём был представлен отчёт о деятельности союза за прошедшие 17 лет, и прозвучало более 100 новых сочинений 80 авторов.  9 съезд был проведён 18 декабря 2012 года.
Во время съездов проводятся творческие отчеты на различных классических сценах Азербайджана. Съезд проводится раз в 5 лет. Последний, 10 съезд Союза композиторов Азербайджана был проведён 30 октября 2019 года. На съезде единогласно председателем Союза вновь была избрана профессор Франгиз Ализаде.

## Деятельность
Кроме представления композиторов Азербайджана, Союз осуществляет деятельность по внутренним вопросам и международным направлениям. Сотрудничает с Союзами композиторов других стран. В том числе проводит совместные концерты с композиторами союзов этих стран. Договаривается о презентации и постановке в Азербайджане музыкальных произведений композиторов других стран (классических произведений, опер, балета), участия в мероприятиях Азербайджана.
Также композиторы Азербайджана посредством контактов союзов композиторов получают возможность презентовать свою деятельность за рубежом. С участием Союза композиторов проводятся дни азербайджанской музыки в различных городах и странах за рубежом. Союз организует творческие вечера в честь композиторов и музыкальных деятелей Азербайджана. Кроме того, организует конкурсы для молодых музыкантов в области симфонической, камерной музыки и песни, концерты местных и иностранных композиторов.
Организует научные конференции музыковедов с целью анализа и обсуждения  композиции, перспектив развития композиторского искусства.
Союз c 2009 года является одним из организаторов и учредителей Фестиваля мугама, с 2010 года  международного музыкального фестиваля «Шелковый путь» (Шеки) , Фестиваля «Мир Мугама», Международного музыкального фестиваля Узеира Гаджибейли, иных музыкальных событий в стране.
При Союзе композиторов существует Камерный зал им. У. Гаджибейли на 120 мест.
Союз композиторов на Международном музыкальном фестивале Узеира Гаджибейли организует концерты камерной музыки, встречи с зарубежными гостями, научные конференции.
В апреле 2024 года Союзом выпущен сборник избранных научных статей, посвященных Узеиру Гаджибекову.